# Heraldo de Madrid
 (avril 2024).
Si vous disposez d'ouvrages ou d'articles de référence ou si vous connaissez des sites web de qualité traitant du thème abordé ici, merci de compléter l'article en donnant les références utiles à sa vérifiabilité et en les liant à la section « Notes et références ».
Pour les articles homonymes, voir El Heraldo.
L’Heraldo de Madrid est un quotidien publié à Madrid entre 1890 et le 27 mars 1939. Fondé par Felipe Ducazcal y Lasheras (es) avec la collaboration de Luciano Murrieta, il était d'idéologie libérale et évolua jusqu'au républicanisme de gauche. Au cours de cette période il fut parfois l'un des journaux espagnols les plus diffusés, non seulement à Madrid mais également dans le reste de l'Espagne. Le journal était publié tous les soirs sauf le dimanche et se composait d'environ 16 pages.

## Histoire
Son premier directeur est José Gutiérrez Abascal. En 1893, El Heraldo est racheté par José Francos Rodríguez (il remplacera Gutiérrez à partir de 1902), un proche de José Canalejas, son frère Luis et d'autres partisans du Parti libéral.
En 1906, la Sociedad Editorial de España, trust de la presse périodique qui détient El Imparcial et El Liberal, le rachète. En 1909, José Rocamora, déjà rédacteur dans le journal, est nommé directeur par Canalejas et lui donne une nouvelle vitalité. En 1913, il était déjà le second périodique madrilène en termes de tirage après La Correspondencia de España. Durant la Première Guerre mondiale, la Sociedad Editorial de España le vend aux industriels Manuel et Juan Busquets. En 1919, l'article défini disparaît de son nom qui devient simplement Heraldo de Madrid.
Sous la Seconde République espagnole, son directeur est Manuel Fontdevila Cruixent et il est le journal républicain le plus diffusé (entre 140 000 et 160 000 exemplaires quotidiens). En novembre 1934, à la suite des insurrections à caractère révolutionnaire survenues dans les Asturies, sa publication est suspendue jusqu'en décembre. Il sert ensuite, avec d'autres journaux de la gauche républicaine, de moyen d'expression aux mouvements ouvriers, dont les publications restaient interdites. En 1935, il est le second journal d'Espagne en nombre de souscripteurs, après ABC. Peu avant l'éclatement de la Guerre civile, Alfredo Cavanillas Blanco assume la direction du journal, qui poursuit sa publication à Madrid durant la guerre, avant d'être interdit à la suite de la victoire des nationalistes.